# Pont de Sutong
Le pont de Sutong (chinois simplifié : 苏通长江大桥 ; chinois traditionnel : 蘇通長江大橋 ; pinyin : Sūtōng Chángjiāng dàqiáo ; litt. « Pont de Sutong sur le Yangtsé ») est un pont à haubans franchissant le fleuve Yangtsé et reliant les villes de Suzhou et Nantong, dans la province du Jiangsu à l'est de la Chine. Mis en service le lundi 30 juin 2008, il est alors le pont à haubans ayant la plus grande portée au monde jusqu'à l'ouverture du pont de l'île Rousski en juillet 2012 en Russie avec 1 104 mètres.
Avec une portée de 1 088 mètres, il dépasse ainsi de 198 mètres le précédent record qui était détenu par le pont de Tatara au Japon. Il franchit ainsi le seuil symbolique des 1 000 mètres de portée que seuls les ponts suspendus avaient jusqu’à présent dépassé.

## Caractéristiques
Construit entre 2003 et 2008, ce pont-route franchit le Yangsté sur une longueur de 8 206 mètres.
Le gabarit de navigation de la travée principale mesure 62 mètres de haut  et 891 mètres de large, ce qui permettra le passage des navires  avec une capacité de charge de 50 000 tonnes, selon Wu Shouchang, ingénieur en chef de la construction du pont. 
Il  possède trois voies dans chaque sens. 

## Acteurs et coût
Ce pont a été construit par la Société d'ingénierie No.2, relevant de la Société des ponts et chaussées de Chine. Il a coûté 7,89 milliards de yuans (1,15 milliard  de dollars).

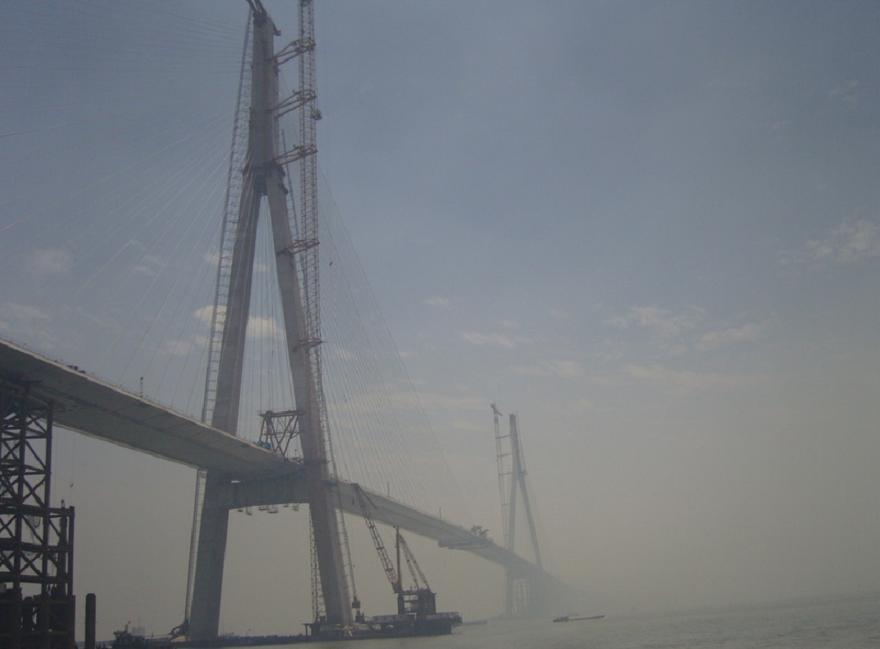
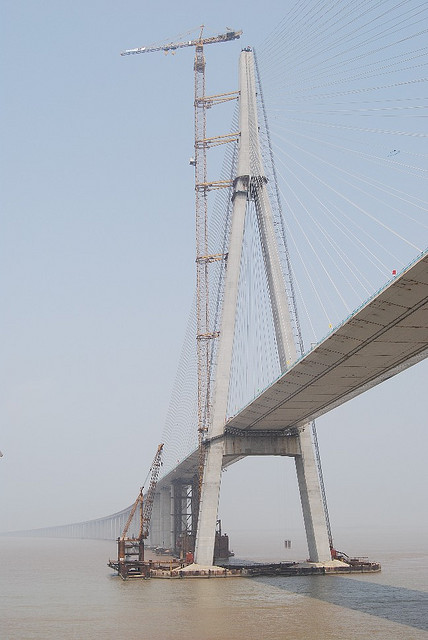
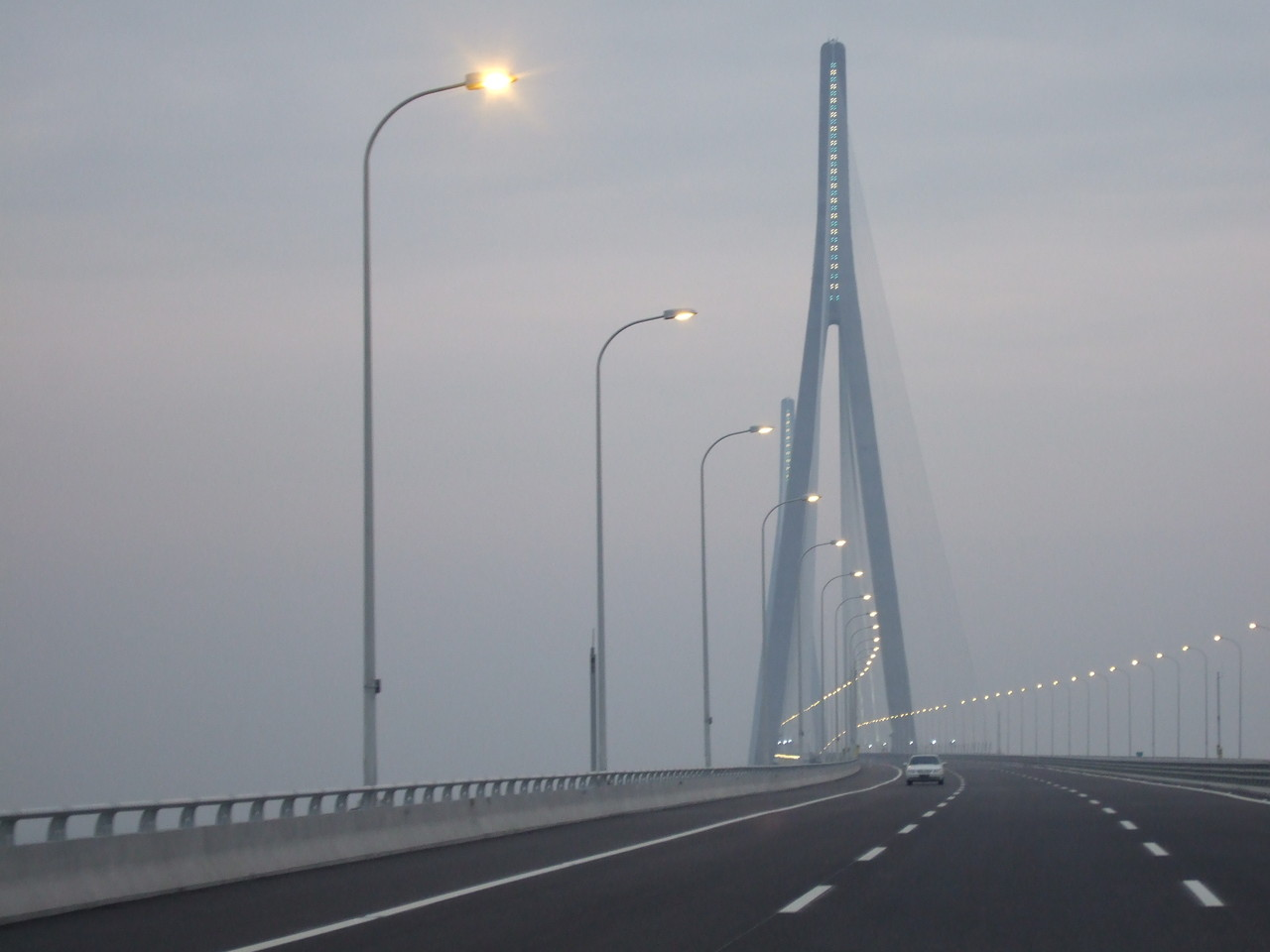
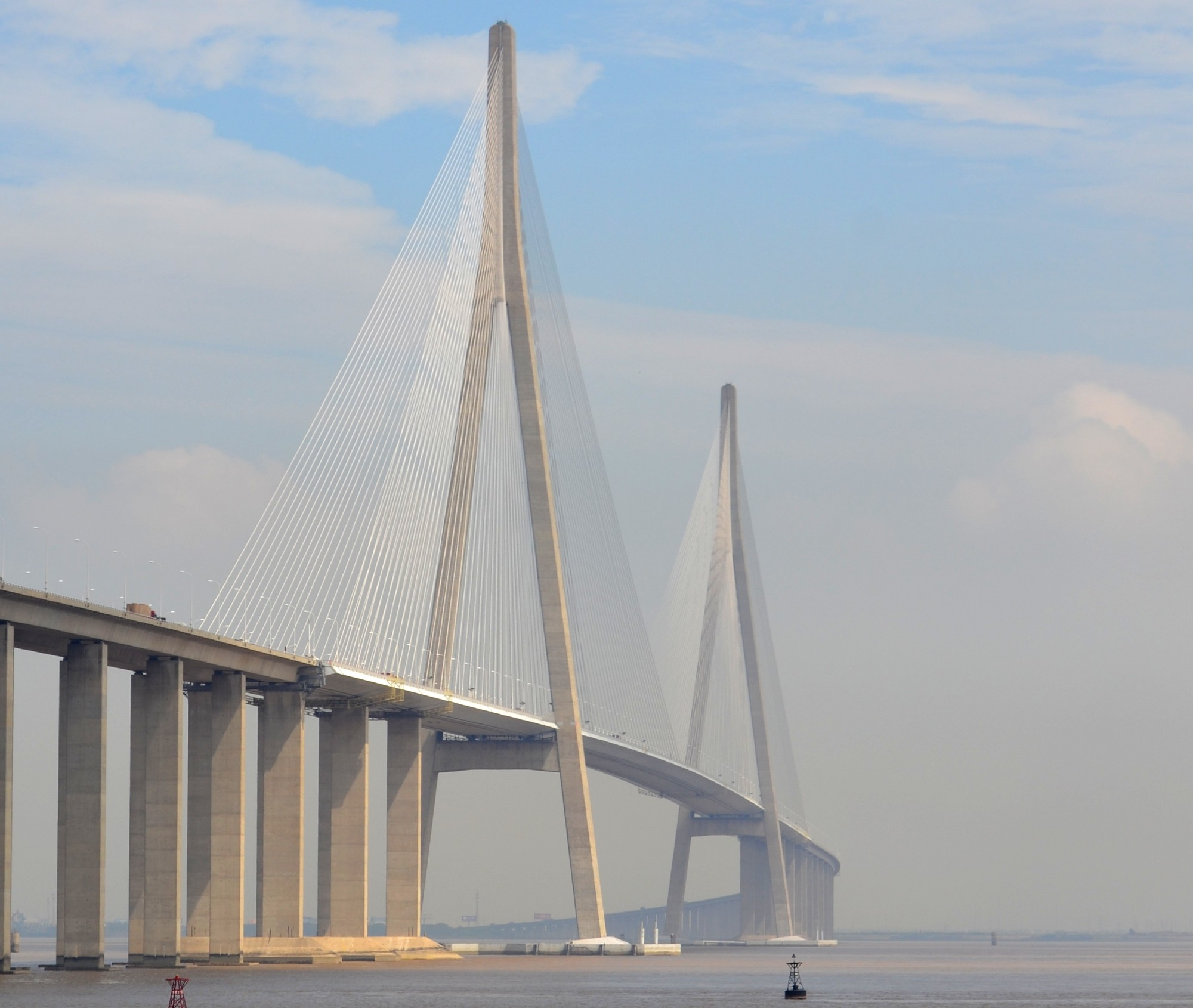